# Cornelis Reijersen
Cornelis Reijersen, ook wel gespeld als Reyersz (?, ca. 1590 – Madagaskar, 12 april 1625) was een schipper en koopman in dienst van de VOC. Hij was in 1622 commandeur van een vloot die vanuit Batavia een mislukte aanval uitvoerde op het Portugese Macau, en daarna fort Zeelandia stichtte op Formosa. In 1625 was hij commandeur van een retourvloot van drie schepen, maar stierf onderweg in Madagaskar.

## Naar Indië

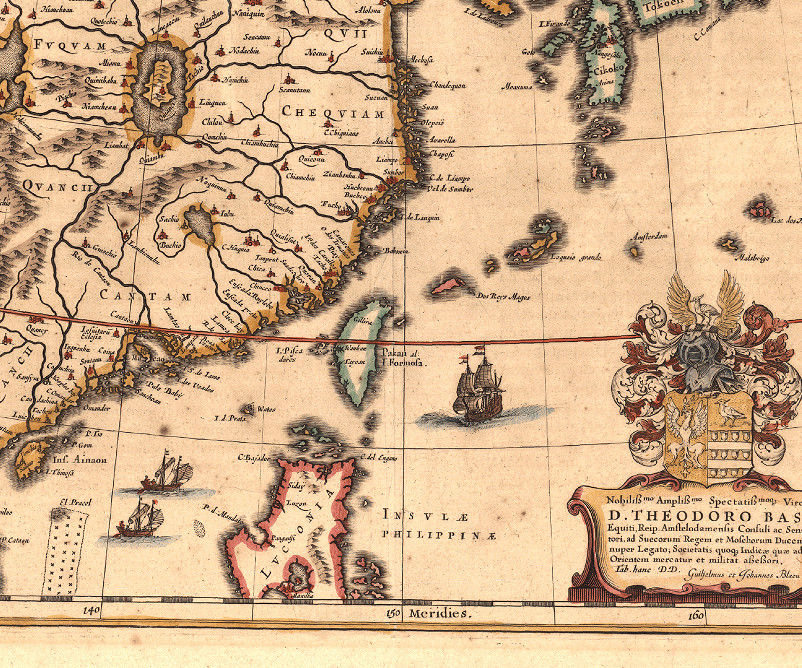
China, Formosa en de Filipijnen.

Reijersen vertrok in januari 1610 als schipper van de Ter Goes met de vloot van gouverneur-generaal Pieter Both naar Indië en kwam in december in Bantam aan. Van daar voer de vloot naar de Molukken, waar Both begin augustus 1611 de Ter Goes met Wemmer van Berchem naar de Coromandelkust stuurde. Van Berchem begon in Paliacatte de bouw van Casteel Geldria. Toen het prille fort in april 1613 aangevallen werd door een met de Portugezen gelieerde plaatselijke vorst hielp Reijersen met het scheepsvolk van de Ter Goes mee bij de verdediging. Fort Geldria werd gebouwd met toestemming van de vorst Venkatapati Raja van het Vijayanagararijk, maar werd na diens dood betwist door de Portugezen.
In juni 1615 ging Reijersen via Atjeh terug naar Bantam in gezelschap van de Rode Leeuw met Pijlen, met aan boord de afzwaaiende directeur Van Berchem en de ‘visitadeur-generaal’ Hans de Haze. Onderweg werd in Straat Malakka strijd geleverd tegen vier Portugese galjoenen, waarna de al zwaar versleten Rode Leeuw met Pijlen afgedankt en verbrand moest worden. Na een lange en moeizame tocht kwam de Ter Goes in december 1615 in Bantam aan. Diezelfde maand ging hij met de Witte Beer terug naar Nederland, om onderweg de lading van de op Mauritius gestrande Gelderland op te pikken. Dat schip was met twee andere retourschepen vergaan in een orkaan, waarbij ook Pieter Both was omgekomen. Jan Pieterszoon Coen scheef aan de Heren XVII over Reijersen: 'Is een seer cloeck ende iverich man, die de Compagnie goede diensten gedaen heeft ende noch doen soude connen, want hem voor een van de cloeckste seevarende lieden houdende sijn, die de Compagnie heeft'.
In 1620 ging Reijersen als vice-commandeur op de vloot van Nicolaes van Baccum nogmaals naar Indië, waarna hij in het pas gestichte Batavia als equipagemeester werd aangesteld, verantwoordelijk voor het uitrusten van schepen. Ook werd hij lid van de Raad van Indië en de Raad van Defensie, het samenwerkingsverband van de VOC en de EIC in de oorlog tegen de Spanjaarden en de Portugezen.

## De expeditie naar China
In april 1622, na afloop van het Twaalfjarig Bestand met Spanje, werd Reijersen door Coen aangesteld als commandeur van een vloot van 12 schepen met rond de 1000 opvarenden, waaronder 200 soldaten, om te proberen de Chinese zijdehandel van de Spanjaarden en Portugezen over te nemen. Handel met het buitenland werd door de Ming-autoriteiten in hun streven naar stabiliteit en harmonie verboden, maar in de kustprovincie Fujian beperkt toegestaan. Van hier voeren jonken meestal naar Manilla, en soms naar Formosa voor de smokkelhandel met Japan. In beide plaatsen werd betaald met zilver, waar in China groot gebrek aan was. Handel met Japan was alleen toegestaan aan de Portugezen in Macau, voor wie dat zeer winstgevend was. De VOC zou aan die uitzonderingspositie graag een einde maken. Zij had zilver nodig om specerijen te kopen.

### De aanval op Macau

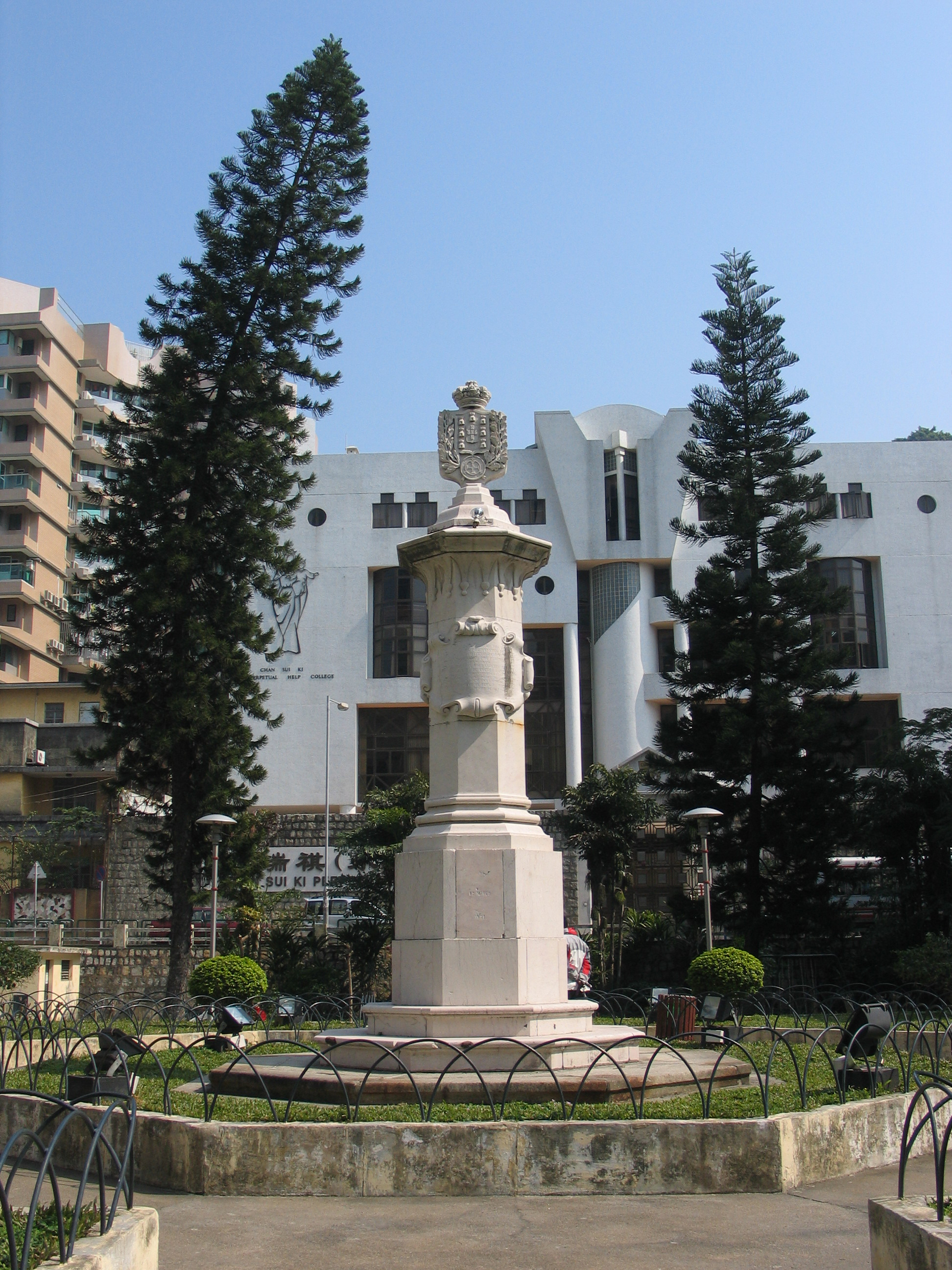
De gedenkzuil in de Jardim da Vitoria in Macau.

Indien mogelijk moest Reijersens vloot een aanval doen op Macau, en 'soot disseyn op Maccau ongeraden wort gevonden, ofte dat het (welck Godt niet en geve) mislucke, sijn wij van meeninge een fort te doen maecken op een van de bequaemste plaetsen, die men ontrent Maccau of Chincheu vinden sal'. Als de Ming-autoriteiten weigerden afspraken over het recht op vrije handel te maken moest Reijersen de jonkenhandel met Manilla met geweld verstoren. De jonken zouden voortaan naar Batavia moeten varen. Desnoods mocht er oorlog met China worden gevoerd. Eventuele krijgsgevangenen moest men naar Batavia brengen om de nieuwe nederzetting te bevolken. 'Den handel is ons bedunckens lang genoch met vrientschap versocht', schreef Coen. 'Daernae, als sy billick met ons handelen, dan salt 't tijdt wesen redelijck met haer te leven'.
Aangekomen bij Macau besloot Reijersen het erop te wagen, hoewel hij slechts 600 manschappen tot zijn beschikking had, en Coen had ingeschat dat zeker het dubbele nodig zou zijn. Reijersen ondernam een aanval over land terwijl de schepen Groningen (met koopman Cornelis van Nijenrode en schipper Willem Bontekoe) en de Galiasse de aandacht afleidden door Macau te beschieten vanaf zee. De Portugezen hadden die tactiek bijtijds door, en nadat de Nederlanders in eerste instantie een schans veroverden werd de aanval op de stad afgeslagen, vooral dankzij het opraken van munitie en water van de Nederlanders. Aan Nederlandse kant vielen 136 doden en 126 zwaargewonden. Reijersen zelf raakte al gewond bij de landing en had het commando over moeten dragen aan de kapitein Hans Ruffijn, die later sneuvelde. Reijersen werd 'door sijn buyck geschoten' en raakte vermoedelijk ook aan zijn hand gewond, gezien zijn verwrongen handschrift in zijn verslag van de expeditie.

### De Pescadores

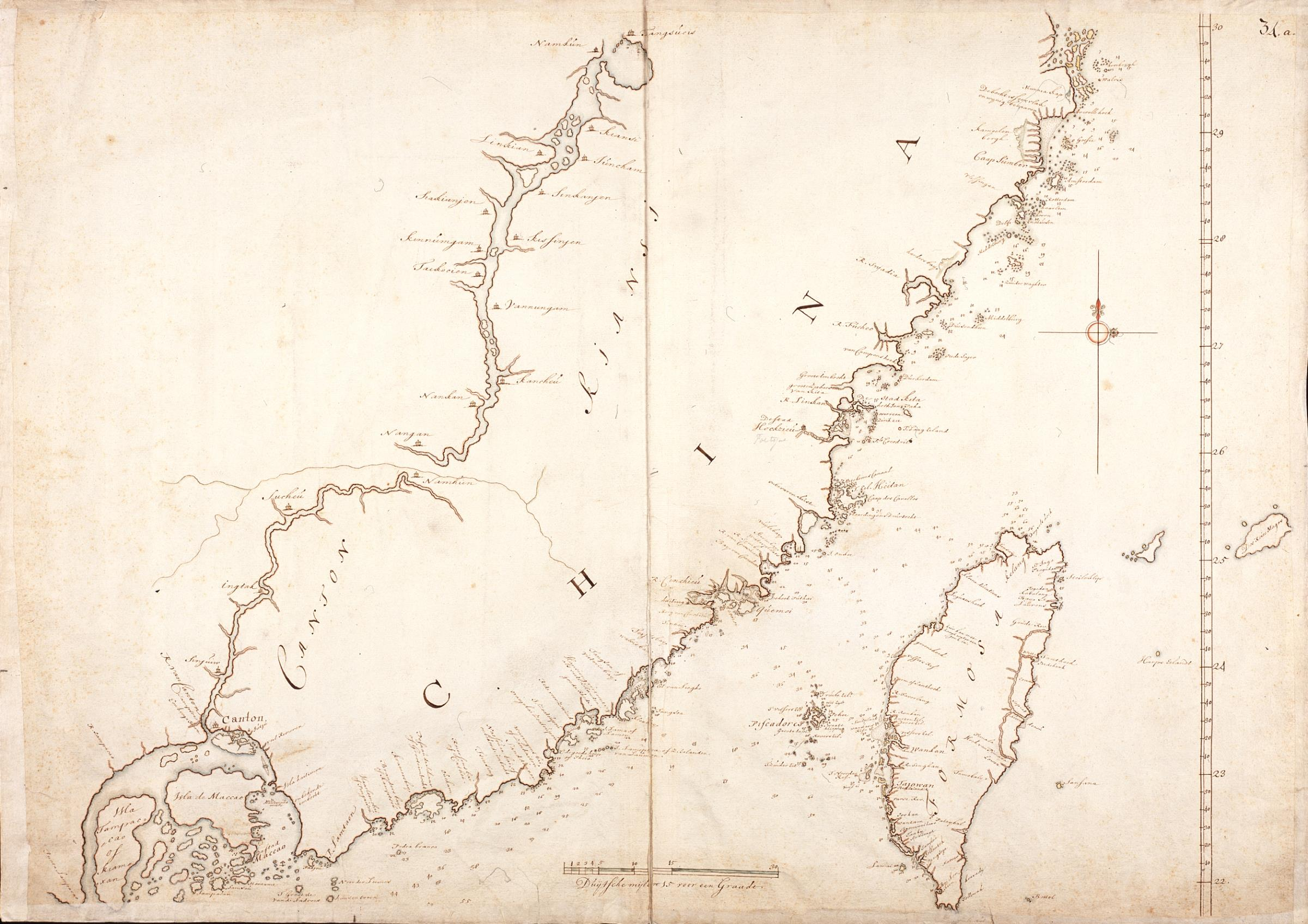
De Chinese kust met Amoy, er tegenover het eiland Formosa en daar tussenin de Pescadores. Linksonder is Macau.

In juli week Reijersen uit naar de Pescadores en Formosa, en na beide verkend te hebben besloot hij een fort en handelspost te bouwen op het eiland Pehoe van de nagenoeg onbewoonde maar strategisch gelegen Pescadores-archipel ('een dorre plaats, daar looff noch gras ende niet anders als brack water te vinden was', maar de Chinezen noemden het de poort van Fujian). Van hier zou de VOC de jonkenhandel met behulp van uit te geven passen kunnen controleren en bovendien zouden de jonken voortaan hier naartoe kunnen varen in plaats van helemaal naar Batavia. Onderhandelingen hierover met de autoriteiten in Amoy leidden echter tot niets. De vloot begon toen langs de Chinese kust te kruisen om te voorkomen dat er handel met de Spanjaarden in Manilla werd gedreven. Vele tientallen jonken werden gekaapt en er werden honderden krijgsgevangenen gemaakt, ook in dorpen op het vasteland. De gevangenen werden ingezet bij de bouw van het fort. Velen bezweken daaronder. De rest werd eind 1623 met het schip Zierikzee naar Batavia gebracht. Door voedsel- en watergebrek en de erbarmelijke omstandigheden aan boord van het overvolle schip stierven ook de meeste van hen.
Na nog meer vruchteloze onderhandelingen tussen gezanten in zowel Amoy als op Pehoe bezocht Reijersen zelf in de winter van 1622 de Chinese gouverneur Shang Chou-tso in Fuzhou, de hoofdstad van Fujian. De tocht duurde een maand, waarbij Reijersen een draagstoel kreeg en zijn gevolg van enkele personen te paard ging. In Fuzhou kreeg hij het aanbod dat als de Nederlanders de Pescadores verlieten zij voortaan hun handel vanaf Formosa mochten drijven. Formosa, slechts dun bevolkt door elkaar bestrijdende Austronesische stammen van jagers en brandlandbouwers, werd door de Ming niet als onderdeel van China gezien. De Chinezen stuurden in maart 1623 ook enkele gezanten met deze boodschap naar Batavia.

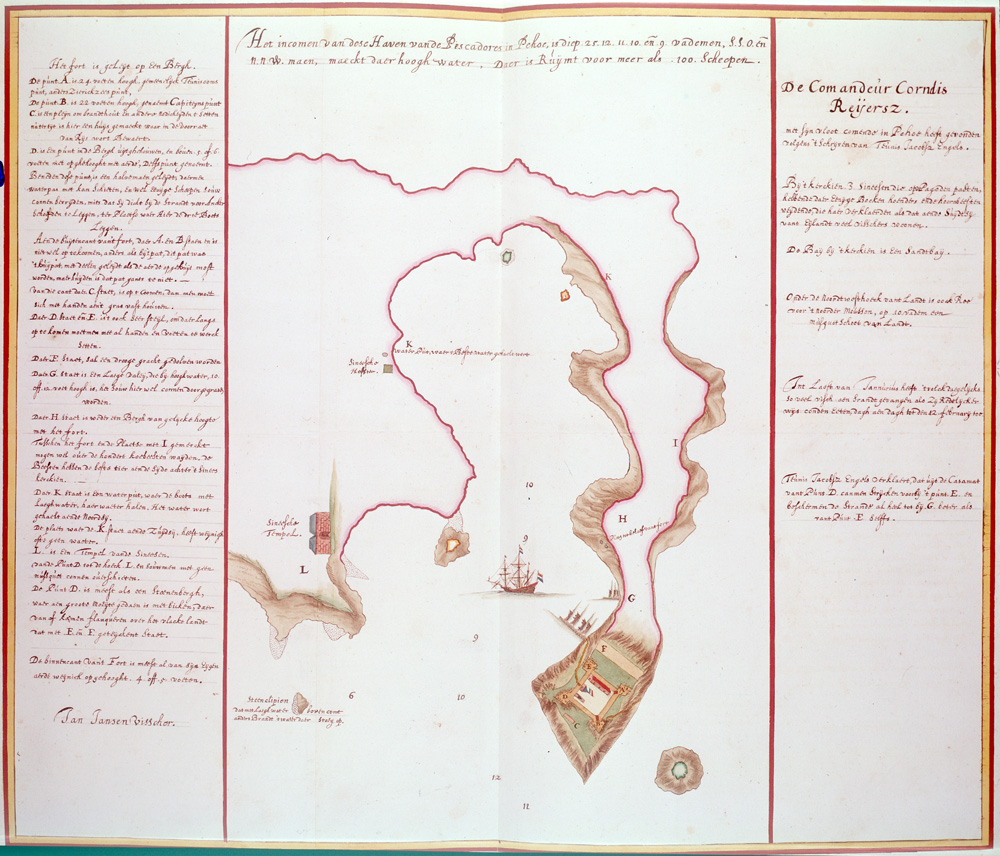
Het fort op de Pescadores.

Reijersen vroeg intussen om afgelost te worden omdat zijn diensttijd erop zat en hij zich onwel voelde. In de loop van 1623 begon men in te zien dat de gevolgde hardhandige strategie bij de Chinezen averechts werkte. In oktober liet Reijersen een groep soldaten onder leiding van de luitenant Elie Ripon een begin maken aan een fort in de baai van Tayouan op Formosa. In diezelfde maand was Amoy opnieuw bereid tot onderhandelen, maar dat bleek een valstrik te zijn. De onderhandelaar Christiaan Francx en zijn mannen werden gevangen genomen en het jacht Muyden werd met behulp van branders in brand gestoken. Het jacht Kleine Erasmus met schipper Jan Pietersz. Reus wist te ontkomen. Gouverneur Shang bleek in opdracht van de keizer vervangen te zijn door de strijdlustiger Nan Chu-i, een veteraan van de strijd tegen de Mantsjoes in het noorden. Begin 1624 verscheen bij de Pescadores een vloot van 150 oorlogsjonken en 10.000 soldaten die het fort begonnen te belegeren. Onderhandelingen volgden, vooral via de Chinese koopman/piraat/smokkelaar op de China-Formosa-Hirado route Li Dan en zijn beschermeling Zheng Zhilong, alias Iquan. Li Dan was een bekende handelspartner van de Compagnie in Hirado, waar hij als Kapitein China bekend stond. Zheng Zhilong werkte als tolk voor de VOC, en zou later Li Dan opvolgen als piratenhoofdman. Hij was de vader van Koxinga, met wie de Compagnie later in Formosa veel te stellen zou hebben.

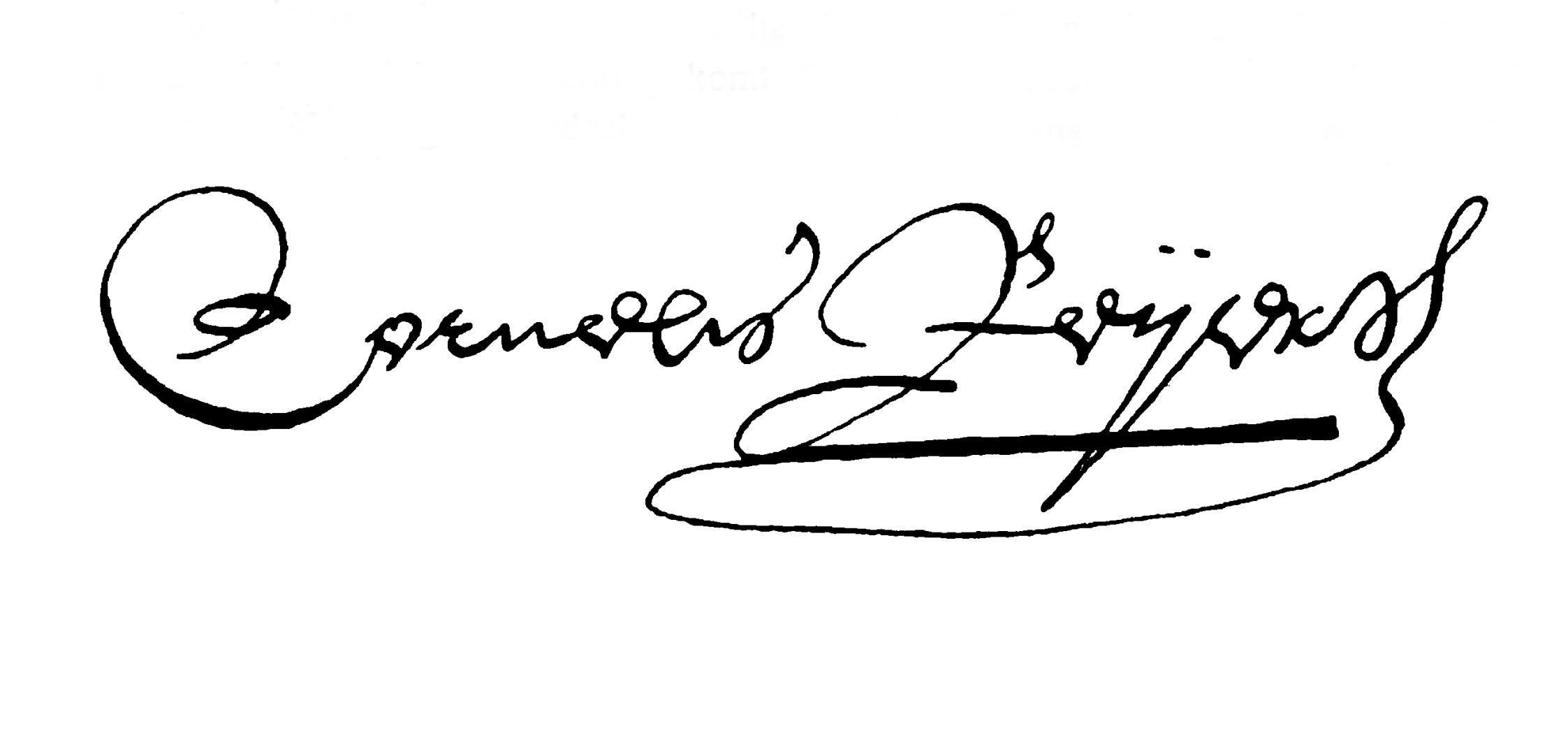
Handtekening van Cornelis Reijersen.

Tijdens de belegering, in augustus 1624, werd Reijersen vervangen door Martinus Sonck. Door ziekte en de strijd om Macau was het aantal manschappen inmiddels gehalveerd en ook was er gebrek aan proviand. De hoop op versterking door de Nederlands-Engelse vloot van Willem Jansz die Manilla had geblokkeerd was vervlogen. Jansz had bij terugkeer direct door moeten varen naar Batavia vanwege een zware storm. Besloten werd daarom het fort af te breken, zoals de Chinezen eisten, en een nieuw fort te bouwen op Formosa. Dat fort zou in 1627 fort Zeelandia gaan heten.

## Terugreis

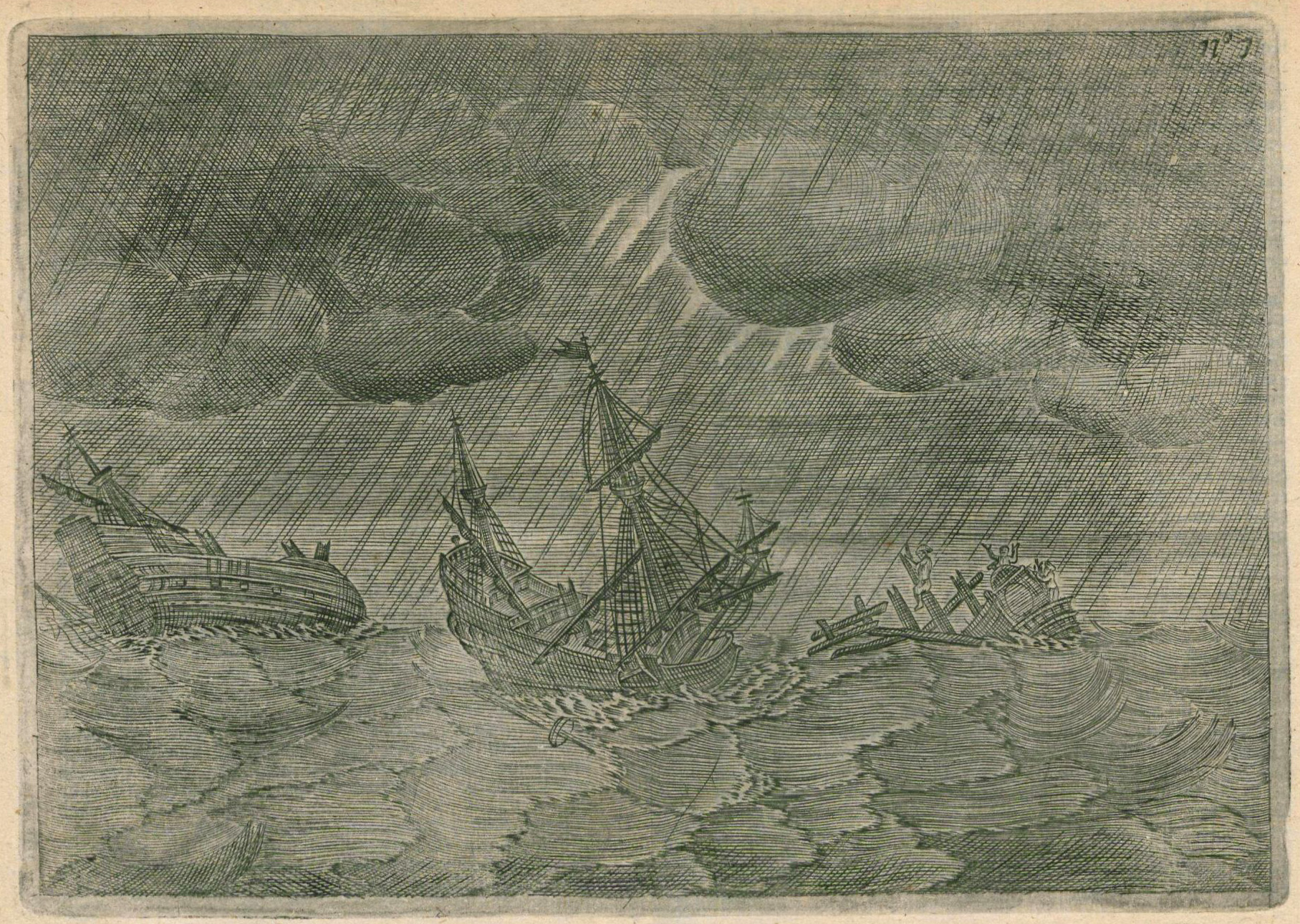
De Middelburg, Hollandia en Gouda in de storm. Illustratie uit Bontekoe's journaal.

Reijersen vertrok in november van Formosa. Volgens Elie Ripon vond iedereen dat jammer, omdat hij zachtmoedig was, en Sonck hardvochtig. Na terugkomst in Batavia ging hij in januari 1625 als commandeur van drie met peper volgeladen schepen terug naar de Republiek: de Hollandia, met Willem Bontekoe als schipper, de Middelburg, met Willem Schouten, en de Gouda met Jan Dijk. Onderweg, rond 15 maart, werd Reijersen ziek. De schepen kwamen kort daarna terecht in een orkaan, waarbij de Gouda verging. De twee andere schepen raakten zwaar beschadigd en gingen ieder voor zich verder. De Hollandia kwam begin april aan in Madagaskar, waar men in de baai van St. Lucia het schip begon te repareren. Reijersen stierf hier op 12 april. Hij werd begraven op een eiland in de baai, 'vol geboomte, onder een lustigen groenen boom, de beste die wy vonden', zo schreef Bontekoe in zijn journaal.